# Galileoana opaca
Galileoana opaca är en skalbaggsart som beskrevs av Chemsak 1998. Galileoana opaca ingår i släktet Galileoana och familjen långhorningar. Inga underarter finns listade i Catalogue of Life.